# Saint-Loup (Loir-et-Cher)
Saint-Loup is een gemeente in het Franse departement Loir-et-Cher (regio Centre-Val de Loire) en telt 307 inwoners (2004). De plaats maakt deel uit van het arrondissement Romorantin-Lanthenay.

## Geografie
De oppervlakte van Saint-Loup bedraagt 14,4 km², de bevolkingsdichtheid is 21,3 inwoners per km².
De onderstaande kaart toont de ligging van Saint-Loup (Loir-et-Cher) met de belangrijkste infrastructuur en aangrenzende gemeenten.

## Demografie
Onderstaande figuur toont het verloop van het inwonertal (bron: INSEE-tellingen).